# Хачиоджи
Хачиоджи е град в префектура Токио, Централна Япония. Населението му е 577 254 жители (по приблизителна оценка от октомври 2018 г.). Площта му е 186,31 km². Кмет към 2011 г. му е Риуйчи Куросу. Намира се в часова зона UTC+9 на около 40 km западно от центъра на Токио. В градът са разположени над 15 университета и поне 10 гимназии. Градът разполага с жп транспорт до гара Токио, основната гара на Токио.